# Bust de Bacus

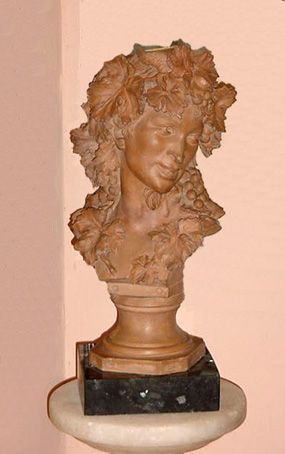
Bust de terracota on es representa la divinitat grecoromà Bacus. El cap està cobert de fulles de parra i de raïms, que li cauen pel coll

El Bust de Bacus és una escultura en forma de bust realitzada per l'escultor Venanci Vallmitjana i Barbany (1830-1919), al voltant de la segona meitat del segle xix. El bust de terracota representa la divinitat grecoromana juvenil de Bacus. Actualment l'obra es conserva en el Museu Abelló de Mollet del Vallès.

## Context històric
Venanci Vallmitjana va cursar els seus estudis a l'Escola de la Llotja de Barcelona entre els anys 1847-1848 i 1852-1853. A la dècada dels seixanta, es consolida el grup de germans escultors format per Venanci Vallmitjana i Agapit Vallmitjana. En aquesta dècada, són evidents les diferències, quant a interessos estètics, entre les obres dels dos germans. L'obra de Venanci es considera per ser una obra renovadora, amb ell, els patrons clàssics desapareixen completament. El germà gran dels Vallmitjana se'l reconeix per tenir un esperit propi de tot gènere escultòric. Es troba captivat per la pluralitat de les formes vives, animades, criatures somrients i juganeres. Trobem que a París, les obres realitzades en terracota de Venanci van obtenir una fama considerable, moltes d'elles decoraven les sales i els salons de les cases de la burgesia.

## Sobre l'obra
A l'obra veiem la representació de la divinitat grecoromana Bacus. Col·locada sobre una petita peanya. Aquest té el cap lleugerament inclinat cap a baix a l'esquerra, clavant la mirada cap aquesta direcció. El cap està cobert de fulles de parra i de raïms, que li cauen pel coll.
Més enllà dels encàrrecs directes i de les obres de caràcter més monumental, Venanci va desenvolupar tota una producció especialment de temàtica més popular, anecdòtica, de vegades amb toc de mitologia que, en petit format, estaven destinades a poder-se reproduir i vendre a un ventall de públic més ampli. Venanci comença a executar aquest tipus de peces després de la creació de l'obra escultòrica anomenada Fígaro. És a París quan va ser el moment clau en el qual Venanci experimentà un clar interès per aquest món i començà a créixer la producció de figures de majes i de tipus populars. Un altre de les temàtiques relacionades amb aquests èxits comercials són les imatges de nens, o personatges juvenils, com es pot veure a l'obra mateixa. En posicions diverses i amb actituds expressives, les figures de curta edat de Venanci són força habituals i se solen ubicar a la segona meitat del segle xix.

### Altres reproduccions semblants
Al llarg de la web podem trobar fins a un total de 7 figures escultòriques semblants a l'obra en qüestió, realitzades en terracota, que es troben actualment a la venda. A l'article "L'escultura catalana a la biblioteca museu Víctor Balaguer als seus inicis" escrit per Clara Creixell Ferré, podem trobar la menció d'una peça de Venanci amb el títol de Bacus.